# Parish of Saint Philip
Parish of Saint Philip är en parish i Antigua och Barbuda. Den ligger i den östra delen av landet, 16 kilometer sydost om huvudstaden Saint John's. Antalet invånare är 3 599. Parish of Saint Philip ligger på ön Antigua.
Följande samhällen finns i Parish of Saint Philip:
- Willikies
- Jennings
- Freetown